# Пиньедоли, Серджо
Серджо Пиньедоли (итал. Sergio Pignedoli; 4 июня 1910, Фелина, Кастельново-не'-Монти, королевство Италия — 15 июня 1980, Реджо-нель-Эмилия, Италия) — итальянский куриальный кардинал и ватиканский дипломат. Титулярный архиепископ Иконии с 22 декабря 1950 по 5 марта 1973. Апостольский нунций в Боливии с 22 декабря 1950 по 19 октября 1954. Апостольский нунций в Венесуэле с 19 октября 1954 по 15 апреля 1955. Вспомогательный епископ Милана с 15 апреля 1955 по 23 сентября 1960. Апостольский делегат в Западной и Центральной Африке, с резиденцией в Лагосе, с 23 сентября 1960 по 3 июня 1964. Апостольский делегат в Канаде с 3 июня 1964 по 10 июня 1967. Секретарь Священной Конгрегации Евангелизации народов с 10 июня 1967 по 26 февраля 1973. Председатель Секретариата по делам нехристиан с 6 марта 1973 по 15 июня 1980. Кардинал-дьякон с титулярной диаконией Сан-Джорджо-ин-Велабро с 5 марта 1973 года. Кардинал-протодьякон с 30 июня 1979 по 15 июня 1980.